# 寒軒國際大飯店
22°37′08″N 120°18′40″E / 22.619010°N 120.311015°E
寒軒國際大飯店為中華民國台灣的五星級飯店之一，前身為霖園大飯店，位於高雄市四維三路，高雄市政府四維行政中心對面。寒軒飯店的母企業為高雄市的寒軒餐旅事業集團，在離此飯店約600公尺有同名的餐廳（同樣位在四維路）。

## 建築
該飯店建築在1994年完工之初為霖園大飯店，高度160.3公尺，共41層樓。至2018年止，是台灣摩天大樓中排名第25高，也是高雄市第6高的大樓。
霖園大飯店在2001年時開始委託寒軒餐旅管理，2004年後寒軒將建築租下，並改名為寒軒國際大飯店。
位於高雄市三民區的陽明店（寒軒陽明飯店），於2020年4月歇業。

## 外部連結
- 官方网站
- 维基共享资源上的相關多媒體資源：寒軒國際大飯店